# Guillermo de Aranzábal Alberdi
Guillermo de Aranzabal Alberdi (Vitoria, 12 de junio de 1928 - 11 de abril de 2005) fue un destacado empresario vasco, reconocido por su contribución al desarrollo industrial y económico de Álava.

## Biografía
Nacido en una familia empresarial vitoriana, su padre, Guillermo de Aranzabal Ruiz de Zárate, representaba la segunda generación en la fundición familiar, y su madre, María Teresa Alberdi Sagasta (3º generación en La Rioja Alta S.A.), provenía de una influyente saga de empresarios locales.
Tras una adolescencia tranquila, se licenció en Derecho por la Universidad de  Oviedo en 1951 y, dos años más tarde, se diplomó en Administración de Empresas en la Universidad de Pittsburgh, Pensilvania, Estados Unidos. En 1953, se incorporó a la empresa familiar, Aranzabal, S.A., asumiendo la secretaría general y comercial

.

## Trayectoria profesional
Bajo su liderazgo, Aranzabal, S.A. experimentó un notable crecimiento. En 1976, la empresa contaba con un capital social de 350 millones de pesetas y sus instalaciones de fundición y talleres de mecanizado abarcaban 7.000 m². Durante dos décadas, Aranzabal, S.A. fue el principal proveedor de la Compañía Barreiros Diesel.
En 1961, Guillermo de Aranzábal cofundó Agromotor, S.A. en Vitoria-Gasteiz, una empresa dedicada a la venta de automóviles, servicios financieros y gestión inmobiliaria. De este modo, la compañía operaba en el sector de distribución y reparación de vehículos, representando marcas como Renault, Peugeot y Massey-Harris. Además, Agromotor participó en la constitución de Bendibérica, S.A. en Pamplona en 1966, una sociedad auxiliar del automóvil con participación de la americana Bendix. Posteriormente, a mediados de la década de 2000, Agromotor diversificó sus actividades, creando filiales como Autojara en Tudela y Karealde en Baracaldo.
Por otro lado, su vínculo con La Rioja Alta, S.A. tiene raíces familiares profundas, ya que su madre pertenecía a la tercera generación de las familias fundadoras de la bodega. En 1978, Guillermo asumió la presidencia de la empresa, representando la quinta generación familiar al frente de la bodega. Bajo su liderazgo, La Rioja Alta, S.A. expandió su presencia a diversas denominaciones de origen, como Rioja Alavesa, Ribera del Duero y Rías Baixas. Además, la bodega es reconocida por sus vinos emblemáticos, tales como Gran Reserva 890, Gran Reserva 904, Viña Ardanza, Viña Arana y Viña Alberdi..
También desempeñó un papel clave en la constitución del Sindicato Empresarial Democrático de Álava (SEDA) en 1976, aportando tiempo y recursos materiales. Fue promotor de la unión de las organizaciones empresariales de la provincia, lo que llevó, en noviembre de 1977, a la formación de la Asociación de Empresarios Alaveses (AEA) y el Sindicato Empresarial Alavés (SEA), precursor de SEA Empresarios Alaveses. En 1983, formó parte del primer consejo general de Confebask, la patronal vasca
. 

## Vida personal
En 1957, contrajo matrimonio con Rosa María Agudo Huici, quien se doctoró en Filología Inglesa y ejerció como docente en la Universidad de Deusto. La pareja tuvo tres hijos: dos mujeres y un varón.
Falleció en Vitoria el 11 de abril de 2005 a los 76 años de edad. 